# Pato Escala Pierart
Pato Escala Pierart (Talcahuano, 28 de maio de 1982) é um animador cineasta chileno. Venceu o Oscar de melhor curta-metragem de animação na edição de 2016 pela realização da obra Historia de un oso, ao lado de Gabriel Osorio Vargas.

## Filmografia
- Historia de un oso (2015)